# Naratettix issikii
Naratettix issikii är en insektsart som beskrevs av Matsumura 1931. Naratettix issikii ingår i släktet Naratettix och familjen dvärgstritar. Inga underarter finns listade i Catalogue of Life.